# Xerografía

Esquema del proceso de fotocopiado xerográfico.

La xerografía (pronunciado serografía) es un proceso de impresión que emplea electrostática en seco para la reproducción o copiado de documentos o imágenes. La palabra xerografía deriva del griego xeros, que significa ‘seco’, y grafos, que significa ‘escritura’.

## Historia
El proceso fue inventado el 22 de octubre de 1938 por Chester Carlson (1906-1968). Carlson, logró graduarse en física. Con el tiempo consiguió trabajo de asistente con un abogado de patentes, donde realizó un trabajo intensivo en el uso de papeles. Allí notó que había necesidad de copiar documentos de forma simple y rápida. Entonces comenzó a experimentar con cargas electrostáticas y materiales fotoconductores, o sea, materiales que modifican sus propiedades eléctricas al ser expuestos a la luz. En 1938, a la edad de 32 años, Carlson logró crear la primera imagen xerográfica en su laboratorio. 
En 1947, una pequeña empresa del norte de Nueva York apostó por el descubrimiento adquiriendo los derechos para desarrollar y comercializar la xerografía. La empresa se llamaba The Haloid Company, que en 1961 pasaría a llamarse Xerox Corporation. La compañía siguió desarrollando la tecnología hasta lanzar una copiadora automática de papel para oficinas, la Xerox 914, que hacía copias en blanco y negro en papel común, en forma simple y rápida. La revista Fortune la denominó «el producto más exitoso de todos los tiempos comercializado en los Estados Unidos de América».
La xerografía es la tecnología base de las actuales fotocopiadoras, impresoras láser e impresoras digitales de producción. Se estima que en 2004 se realizaron 4 billones de páginas en productos que hoy existen gracias a esta tecnología, lo que la convierte en el método más usado para imprimir documentos en las oficinas.
Otra inmensa ventaja de este proceso es que, a diferencia del chorro de tinta, el tóner no se corre por líquidos como agua, entre otros. Y además, también posee terminación o calidad muy superior al sistema "ink jet" mencionado. Por ejemplo en textos, los bordes de las letras son mucho más definidos.

## Funcionamiento
Una superficie es cargada con electricidad estática en forma uniforme. Dicha superficie es expuesta a luz que descarga o destruye la carga eléctrica, quedando cargadas solo aquellas áreas donde hay sombra. Un pigmento de polvo (tinta seca o tóner) se fija en estas áreas cargadas haciendo visible la imagen, que es transferida al papel mediante un campo electrostático. El uso de calor y presión fijan la tinta al papel.